# Almafa (település)
Almafa románul: Măru, falu Romániában, a Bánságban, Krassó-Szörény megyében.

## Fekvése
Karánsebestől északkeletre fekvő település.

## Története
Almafa nevét 1387-ben említette először oklevél Almafa néven.
1467-ben Almafa in districtu Karansebes, 1601-ben Marul, 1607-ben Almaffaa, 
1687-ben Almafa a Török Birodalom, 1769-ben a Határőrvidék része volt. 1808-ban Mörul, Moerul, 1913-ban Almafa néven volt említve.
1387 előtt Mutnoki Bogdán kenéznek és fiainak birtoka volt, akiknek 1387-ben Zsigmond király új adományt adott a temesközi kerületben, a Bisztra folyó mellett fekvő Almafa nevű birtokukra, majd 1406-ban ugyane birtokra kiváltság-levelet is kibocsátott.
1467-ben Mutnoki Zayk László, István Szörényi bán, és testvére Sandrin birtokai közé tartozott a karánsebesi kerületben fekvő Almafa is, melyet Örményesi Lado birtokaival egyesítik, és egymással kölcsönös örökösödést fogadnak.
1507-ben Mutnoki Mihály néhai Szörényi bán özvegye Angaleta és a többi Mutnokiak tiltakoztak, hogy II. Ulászló Pokolfalu (Rüen) és Almafa helységeket eladományozhassák. Ekkor Almafát a karánsebesi kerületben, 1593-ban pedig a karánsebesi kerületben és szörényi bánságban fekvőnek mondták.
1769-ben a kincstár által a zsupaneki román zászlóalj területéhez kapcsolták. A román-bánsági ezred fennállása alatt annak ohabai századához tartozott.
A trianoni békeszerződés előtt Krassó-Szörény vármegye Karánsebesi járásához tartozott.
1910-ben 2043 lakosa közül 152 magyar, 119 német, 1669 román volt. Ebből 243 római katolikus, 30 görögkatolikus, 1708 görög keleti ortodox volt.

## Források

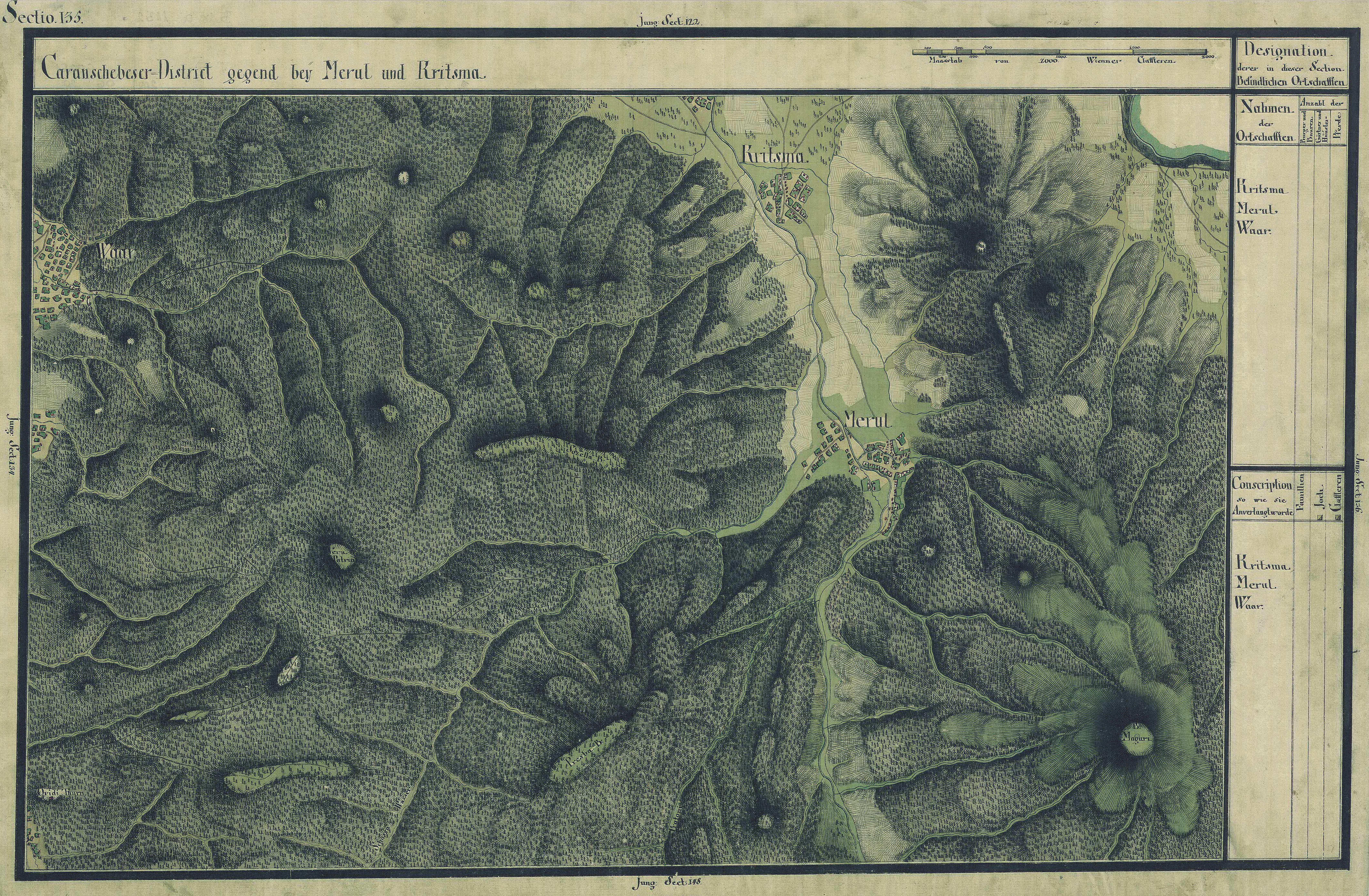
Almafa település egy régi térképen.